# Siemkowo (Srokowo)
Siemkowo (deutsch Terra) ist ein kleiner Ort in der polnischen Woiwodschaft Ermland-Masuren und gehört zur Gmina Srokowo (Drengfurth) im Powiat Kętrzyński (Kreis Rastenburg).

## Geographische Lage
Siemkowo liegt in der nördlichen Mitte der Woiwodschaft Ermland-Masuren, 15 Kilometer nordöstlich der Kreisstadt Kętrzyn (deutsch Rastenburg).

## Geschichte
Terra wurde am 15. August 1851 gegründet und bestand aus mehreren kleinen Höfen. Bis 1921 war es ein Wohnplatz im Gutsbezirk Schülzen B (Amtsbezirk Salzbach), der dann in die Landgemeinde Schülzen (polnisch Silec) im ostpreußischen Kreis Rastenburg eingemeindet wurde. Im Jahre 1885 zählte Terra 15, 1905 noch 11 Einwohner.
Mit dem gesamten südlichen Ostpreußen wurde Terra 1945 in Kriegsfolge an Polen überstellt und erhielt die polnische Namensform „Siemkowo“. Heute ist es „część wsi Silec“ (deutsch „ein Teil des Dorfes Silec“) und gehört somit zur Landgemeinde Srokowo (Drengfurth) im Powiat Kętrzyński (Kreis Rastenburg), bis 1998 der Woiwodschaft Olsztyn, seither der Woiwodschaft Ermland-Masuren zugeordnet.

## Kirche
Bis 1945 war Terra in die evangelische Kirche Drengfurth in der Kirchenprovinz Ostpreußen der Kirche der Altpreußischen Union sowie in die Römisch-katholische Kirche St. Katharinen in Rastenburg mit der Filialkapelle Drengfurth im damaligen Bistum Ermland eingepfarrt.
Heute gehört Siemkowo katholischerseits zur Pfarrei Srokowo im jetzigen Erzbistum Ermland sowie zur evangelischen Kirche Srokowo, einer Filialkirche der Johanneskirche Kętrzyn in der Diözese Masuren der Evangelisch-Augsburgischen Kirche in Polen.

## Verkehr
Siemkowo ist von Silec (Schülzen) aus über eine Nebenstraße direkt zu erreichen. Einen Bahnanschluss gibt es nicht.